# Tom Compernolle
Tom Compernolle (Bruges, 13 novembre 1975 – Zedelgem, 16 giugno 2008) è stato un mezzofondista belga.
Nativo di Bruges, è cresciuto a Beernem, nelle Fiandre Occidentali. Già da ragazzo correva molto attraversando i campi fiamminghi e nella foresta del Bulskampveld a Beernem o sulle piste di Thielt. Era nel San-Leocollege a Bruges dove partecipava ai famosi Indoorcross. Successivamente ha svolto la scuola di cuoco-panettiere-pasticciere.

## Carriera
Atleta specializzato nei 5000 m, in carriera ha conseguito parecchie vittorie.
Nel 2000 ha vinto il Crosscup.
Nel 2001, 2002 e 2004, si è laureato campione nazionale su 5 000 metri.
Nel 2002, ha guadagnato un tredicesimo posto, nel 2006, un decimo.
Inoltre ha partecipato, sempre nella specialità dei 5000 m, ai Giochi Olimpici di Atene, ma è ritornato senza medaglia.

## La prematura scomparsa
Nella serata dal 16 giugno 2008, ha avuto un incidente stradale mortale, a Zedelgem, con altri tre soldati, con un camion Unimog dell'esercito. Gli altri soldati sono stati soltanto leggermente feriti. Soltanto due giorni prima, il 14 giugno, era tornato in azione durante il corso "Punto Dorato" nella città olandese di Leida, in cui su 3000 m vinse il bronzo: l'ultima azione come atleta. Con la prematura scomparsa ha lasciato oltre ai genitori, la fidanzata ed il figlioletto Mats.

## Altre competizioni internazionali
2000
- Oro al Lotto Cross Cup de Hannut ( Hannut) - 33'44"